# Форт Буллен
Форт Буллен (англ. Fort Bullen) — форт в устье реки Гамбия, недалеко от города Барра. Руины внесены в список объектов Всемирного наследия ЮНЕСКО, как остров Кунта Кинте и связанные с ним объекты.

## История
Форт был построен британцами в 1826 году и должен был помочь с гарнизоном в Батерсте (ныне Банжул), установить контроль над устьем реки. Британцы также хотели запретить другим странам вывозить рабов из региона после отмены работорговли.
Строительство
Строительство форта Буллен началось в 1826 году, и большинство историков считают, что нынешний форт был завершен примерно в 1833/1834 годах. Изначально, это было всего лишь несколько хижин вокруг пары пушек и горстки солдат. Шестиорудийная батарея в Банжуле не могла покрыть 5-километровый участок реки Гамбия, и это позволило португальским и французским работорговцам, которые все еще вели торговлю с деревней Альбреда, проскользнуть дальше к северу от устья, что потребовало его строительства коммодором Чарльзом Булленом.
Упразднение
Форт был упразднен и заброшен после прекращения работорговли британцами в 1870 году. Он не использовался до Второй мировой войны, когда был задуман как объект защиты от любой потенциальной угрозы со стороны Сенегала, поэтому на одном из бастионов было установлено современное зенитное орудие.